# Sobór Zaśnięcia Matki Bożej w Tartu
Sobór Zaśnięcia Matki Bożej – prawosławny sobór w Tartu, katedra eparchii Tartu Estońskiego Apostolskiego Kościoła Prawosławnego.

## Historia

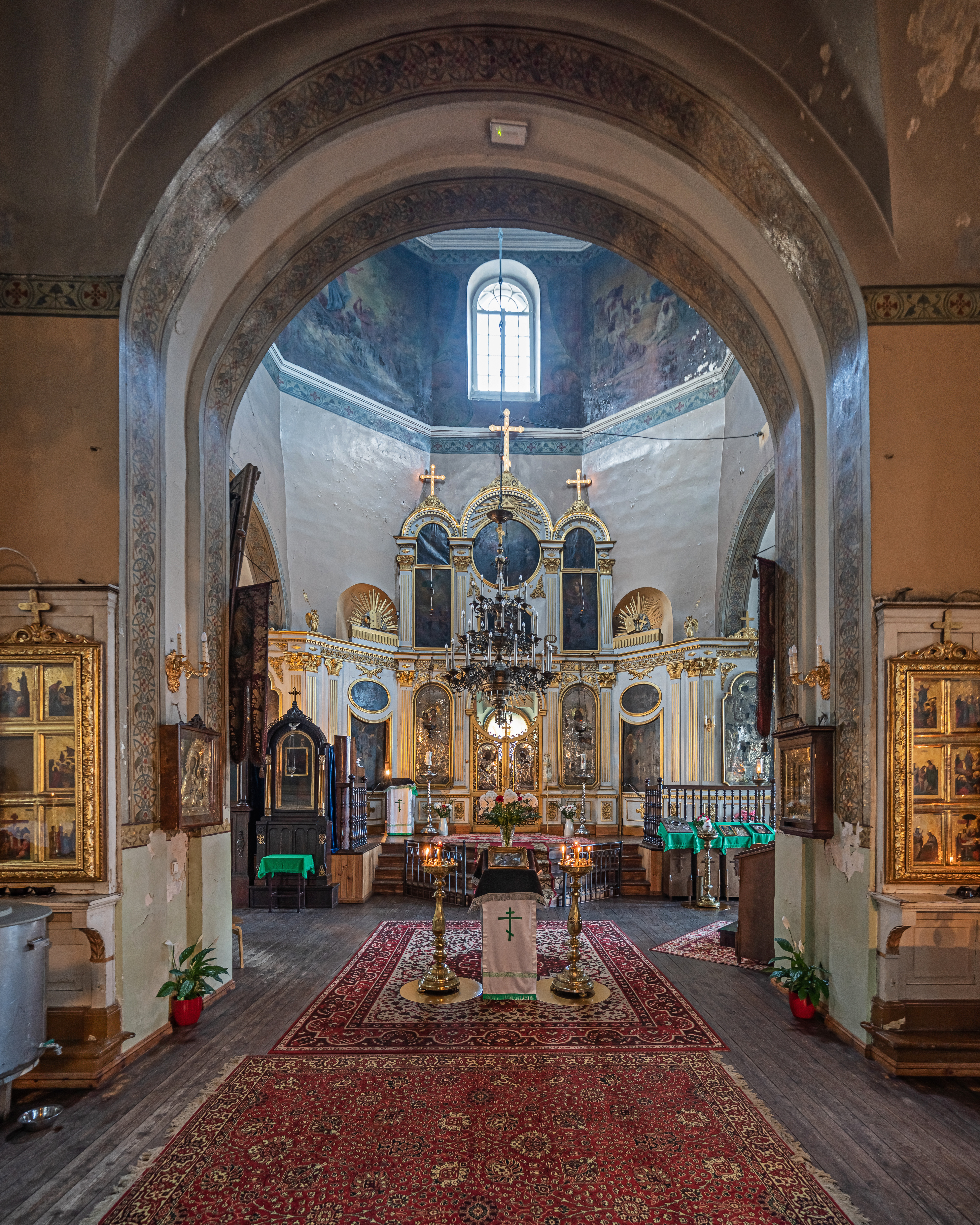
Widok wnętrza soboru

Na miejscu dzisiejszego soboru pierwotnie znajdował się klasztor dominikanów z kościołem św. Marii Magdaleny. Obiekt ten przestał istnieć przed XVIII w. W 1753 na miejscu jego ruin wzniesiono pierwszą cerkiew prawosławną na potrzeby istniejącej już od kilku lat wspólnoty wiernych. Świątynia ta uległa zniszczeniu w czasie pożaru miasta w 1775.
Już rok po pożarze przystąpiono do budowy nowej cerkwi, zaprojektowanej na zamówienie carycy Katarzyny II przez nowogrodzkiego architekta Pawła Szpeklego. Podczas prac budowlanych parafia w Tartu korzystała z kaplicy domowej. Wznoszenie soboru trwało siedem lat. Gotowy obiekt został poświęcony i oddany do użytku liturgicznego w 1783.
Sobór pierwotnie reprezentował styl wczesnoklasycystyczny, z zachowaniem struktury krzyżowo-kopułowej. W latach 1840–1842 został gruntownie przebudowany według projektu Adamsona. Do obiektu dobudowano wówczas dwa skrzydła. Wzniesiono również nową, większą kopułę i cztery kopuły boczne, zwieńczone pozłacanymi krzyżami. Nad przedsionkiem zbudowano na planie prostokąta zwieńczoną iglicą dzwonnicę. W 1860 w soborze urządzono drugi ołtarz, św. Mikołaja, zaś w 1901 trzeci, św. Izydora Jurjewskiego.

## Związani z cerkwią
Z parafią soborową związani byli – w okresie, gdy mieszkali na stałe w Tartu – rosyjscy poeci Wasilij Żukowski i Nikołaj Jazykow. W 1921 w świątyni miał miejsce ślub rosyjskiego poety, porewolucyjnego emigranta, Igora Siewierianina, i poetki estońskiej Felissy Krut.
W latach 1957–1961 proboszczem miejscowej parafii był ks. (następnie hieromnich) Aleksy (Ridigier), późniejszy patriarcha moskiewski i całej Rusi Aleksy II.
W 1919 w świątyni pochowano zamordowanych przez estońskich bolszewików biskupa rewelskiego Platona (jego szczątki przeniesiono następnie do soboru Przemienienia Pańskiego w Tallinnie) oraz kapłanów Mihaila Bleivego i Nikołaja Bieżanickiego. Wszyscy oni zostali następnie kanonizowani jako święci nowomęczennicy.